# راضية النصراوي
راضية النصراوي هي محامية وناشطة حقوق إنسان تونسية. تنشط في مجال مناهضة التعذيب، وترأس الجمعية التونسية لمناهضة التعذيب.

## النضال من أجل حقوق الإنسان
بدأت راضية النصراوي حملتها للدفاع عن حقوق الإنسان في السبعينيات من القرن الماضي عندما قام نظام بورقيبة بالتصدّي لمظاهرات الطلّاب والعمّال التي خرجت للشارع. في عام 1976 دافعت كحقوقية عن الطلاب المحتجزين بمساندة الوكالة التي كانت تعمل فيها. بعد سنتين، وعلى خلفية أحداث ما أطلق عليه بالخميس الأسود وهو إضراب عام في تونس تمّ التصدّي له بدموية وأدى إلى سقوط الكثير من القتلى، بدأت النصراوي العمل بمفردها.
ترأست منظمة مناهضة التعذيب في تونس التي أُطلقت في السادس والعشرين من شهر يونيو 2003 حيث كانت من بين المؤسسين للمنظمة وتحدثت رسمياً عمّا تراه من «تعذيب ممنهج» الذي يُمارس منذ تسلّم الرئيس بن علي الحكم في السابع من نوفمبر 1987. ونظراً لكونها ناشطة بارزة في مجال حقوق الإنسان في تونس تعرضت راضية النصراوي للقمع والاعتداء الوحشي من قبل أجهزة الأمن. قدمت اللجنة المعنية بالقضاء على التمييز ضد المرأة التابعة للأمم المتحدة تقريرها، وجاء فيه:
«في الثاني عشر من فبراير 1998 تعرضت راضية النصراوي للسطو على مكتبها وسرقة أغلب ملفاتها كما أن منزلها تحت المراقبة وقُطعت عنها وسائل الاتصال. بالإضافة إلى ذلك فإنّ فتياتها تحت خطر الاعتداء في أي وقت. في الثامن من مايو 2001 وخلال عودتها من باريس تمّ إيقافها في مطار تونس ومصادرة جميع ما تحمل من وثائق من بينها مقالات عن القمع الذي يحصل في تونس. في أغسطس تمّ تخريب سيارتها وتعرضت هي وبناتها إلى المضايقات المستمرة وتفاقم الأمر مع بداية يناير 2002».
دخلت في إضراب عن الطعام بين 15 من أوكتوبر إلى 10 من ديسمبر 2003 احتجاجا على اقتحام الحكومة مكتبها وإرهاب عائلتها ولتطالب بتطبيق العدالة بعد التعذيب الذي تمّ ممارسته في يوليو وأنهت الإضراب يوم الاحتفال بالذكرى الخامسة والخمسين للإعلان العالمي لحقوق الإنسان.
استمر التعرض لراضية النصراوي بالقمع من قبل الحكومة وذلك لحين ثورة 2011 التي سقط على إثرها الرئيس بن علي. خلال هذه الفترة عُرفت النصراوي كمحامية وناشطة في مجال مناهضة التعذيب وكونها أشهر زعيمة رأي تونسية خلال الربيع العربي. استمرت بعد الثورة بالدفاع عن السجناء ومناهضة التعذيب، كما أنها عضو لجنة رعاية محكمة روسل حول فلسطين التي بدأت أعمالها في 4 مارس 2009.

## النشاط
ترأست أثناء انتخابات المجلس الوطنى التأسيسي قائمة حزب العمال الشيوعي التونسي «البديل الثوري» في دائرة تونس 2، إلا أنها لم تتحصل إلا على 1.25% من الأصوات.

## الجوائز
- اُختيرت ضمن اللائحة القصيرة للمرشحين لجائزة نوبل للسلام 2011.[7]
- تحصل على جائزة أولوف بالم لحقوق الإنسان 26/01/2013، وجائزة رولون برڨر، وجائزة كمال جمبلاط، جائزة خوزنبينينج Geuzenpenning الهولندية، وحائزة مرتين على دكتوراه فخرية.
- انتخبت في 23 أكتوبر 2014 عضوا خبيراً في لجنة الأمم المتحدة لمناهضة التعذيب، وقد تمّ هذا الانتخاب بـ 62 صوتاً من جملة 70.

## الحياة الخاصة
متزوجة من السياسي التونسي حمة الهمامي.